# Матин-Дафтари, Ахмад
Ахмад Матин-Дафтари (перс. احمد متین‌دفتری‎) — политический и государственный деятель Ирана. Занимал должность премьер-министра Ирана во время правления шаха Резы Пехлеви.

## Биография
Родился в 1896 году в иранском городе Тегеране, потомок представителей династии Зенды. Ахмад Матин-Дафтари посещал немецкую школу в Тегеране. После окончания средней школы продолжил обучение во Франции, где защитил докторскую степень по юриспруденции. Затем вернулся в Иран, являлся членом иранского парламента.
В 1939 году стал премьер-министром страны после отставки Махмуда Джема. На этой должности организовал первую в истории Ирана перепись населения, а также принял участие в основании Радио Тегерана с помощью немецкой компании Siemens. Помимо политической деятельности Ахмад Матин-Дафтари преподавал право в университете Тегерана. В 1941 году Иран был оккупирован британскими и советскими войсками, а Ахмад Матин-Дафтари был арестован британскими военными из-за политических связей с Германией.
Ахмад Матин-Дафтари был женат на дочери Мохаммеда Мосаддыка и имел двух сыновей. Его сын Хедаятолла Матин-Дафтари был членом Организации моджахедов иранского народа и основателем Национального демократического фронта Ирана. В 1962 году деятельность Хедаятоллы привела к тому, что его отца уволили с государственной службы. 26 июня 1971 года Ахмад Матин-Дафтари скончался в Тегеране.